# Дряновец (област Русе)
Вижте пояснителната страница за други значения на Дряновец.
Дря̀новец е село в Северна България. То се намира в община Бяла, област Русе.

## География
Селото е разположено на 60 km от областния град Русе и на 17 km от общинския център Бяла. През селото минава река Шипа, която е приток на река Русенски Лом.

## Религии
В селото се изповядва православно християнство.

## Културни и природни забележителности
Читалище „Пробуда – 1927 г.“ е създадено през 1927 г., за да пази обичаи и традиции, които се предават от поколение на поколение. През 70-те и 80-те години на 20. век читалището се е развивало много бързо. Имало е група за народни песни, танцов състав, театрална група, пресъздаване на обичаи.
В селото има вокална група за автентичен фолклор „Северняшка“ към читалище „Пробуда 1927“. Групата участва на местни, общински регионални и републикански фестивали, като „Авлига пее“, „Балкан фолк“, международен фолклорен фестивал „Евро фолк“. Групата е печелила златни, сребърни и бронзови медали. Читалището е наградено с орден „Св. св. Кирил и Методий“.

## Редовни събития
Всяка година се честват празниците:
- Бабинден
- 1 март
- 24 май
- Еньовден
- Илинден
- 1 октомври – Ден на възрастите хора

## Галерия
- Сградата на кметството
- Паметник в чест на партизаните
- Вокална група за автентичен фолклор „Северняшка китка“ към читалище „Пробуда 1927“
- Сградата, в която се помещава пенсионерският клуб

1. ↑  www.grao.bg